# 杰尔姆·安德森
杰尔姆·安德森（英語：Jerome Anderson，1953年10月9日—），美国NBA联盟前职业篮球运动员。他在1975年的NBA选秀中第3轮第17顺位被波士顿凯尔特人选中。